# Bannières
Bannières település Franciaországban, Tarn megyében. Lakosainak száma 211 fő (2022. január 1.). Bannières Francarville, Saussens, Vendine, Belcastel, Montcabrier, Villeneuve-lès-Lavaur és Viviers-lès-Lavaur községekkel határos.

## Népesség
A település népességének változása:
| Lakosok száma | 210  | 209  | 216  | 206  | 202  | 203  | 206  | 208  | 211  |
|               | 2013 | 2015 | 2016 | 2017 | 2018 | 2019 | 2020 | 2021 | 2022 |